# Achatocarpaceae
Achatocarpaceae је назив фамилије дрвенастих скривеносеменица из реда Caryophyllales. Обухвата два рода са десетак врста и присутна је у већини класификационих схема. Припадници ове фамилије распрострањени су у тропским и суптропским пределима Новог Света. Заједно са сродним фамилијама Amaranthaceae и Caryophyllaceae чини монофилетску групу (кладу).